# Injúria
No direito penal brasileiro, a injúria é a conduta típica que consiste no ato de ofender a dignidade e o decoro de alguém. Ao contrário da calúnia e da difamação, a tipificação do crime de injúria visa proteger a honra subjetiva do indivíduo, a visão, em sentido amplo, que o sujeito tem de si mesmo. Por conta dessa proteção da honra subjetiva, a injúria pode ser considerada, no âmbito dos crimes contra a honra, tanto como sendo a infração penal menos grave, na sua modalidade simples, como sendo a mais grave, na sua modalidade preconceituosa. 

## Previsão legal
A conduta típica está prevista no art. 140 do Código Penal Brasileiro, no capítulo dos crimes contra a honra.
| “ | Injúria Art. 140 - Injuriar alguém, ofendendo-lhe a dignidade ou o decoro: Pena - detenção, de um a seis meses, ou multa. § 1º - O juiz pode deixar de aplicar a pena: I - quando o ofendido, de forma reprovável, provocou diretamente a injúria; II - no caso de retorsão imediata, que consista em outra injúria. § 2º - Se a injúria consiste em violência ou vias de fato, que, por sua natureza ou pelo meio empregado, se considerem aviltantes: Pena - detenção, de três meses a um ano, e multa, além da pena correspondente à violência. § 3º Se a injúria consiste na utilização de elementos referentes a religião ou à condição de pessoa idosa ou com deficiência: Pena - reclusão, de 1 (um) a 3 (três) anos, e multa. | ” |
|   | — BRASIL, Código Penall. |   |

## Classificação doutrinária[3]
- Crime comum em relação ao sujeitos ativo e passivo
- Formal
- Doloso
- De forma livre
- Comissivo
- Omissivo, apenas nos casos em que o agente tenha status de garantidor
- Instantâneo
- Monossubjetivo
- Unissubsistente/Plurissubsistente (Dependendo do meio utilizado para a prática do crime)
- Transeunte (regra geral, salvo a possibilidade de perícia nos meios utilizados pelo agente no cometimento da infração)

### Objeto material e bem juridicamente protegido
Ao contrário das demais condutas tipificadas nos crimes contra a honra, o bem juridicamente protegido no art. 140 é a honra subjetiva do indivíduo.  
A honra subjetiva pode ser caracterizada como as qualidades, sentimentos e conceitos que o indivíduo tem de si mesmo, que englobam valores morais e sociais da pessoa. 
Já o objeto material do delito de injúria é a pessoa contra a qual é dirigida a conduta ofensiva praticada pelo agente. 

### Sujeito ativo e sujeito passivo
É um crime comum em relação aos dois polos envolvidos, qualquer pessoa pode cometer ou sofrer o delito de injúria. 
Entretanto os doutrinadores fazem algumas ressalvas sobre o sujeito passivo da conduta. Apenas pessoas físicas possuem honra subjetiva, o que exclui as pessoas jurídicas do polo passivo. Além disso, é aplicado o princípio da razoabilidade para permitir que os inimputáveis, seja pela minoridade, seja por doença mental, possam ser considerados sujeitos passivos na injúria, capazes de ter sua honra subjetiva ofendida por outro, verificando sempre se no caso concreto o ato cometido pelo sujeito ativo possa causar uma ofensa ao indivíduo inimputável. 

### Consumação e tentativa
Como a injúria trata da honra subjetiva, o crime se consuma no momento que a vítima toma conhecimento da ação ofensiva a sua dignidade ou decoro. Dessa forma, não é necessário que a vítima esteja presente no exato momento que o agente realiza a ofensa, podendo a vítima saber da atitude através de terceiro. 
A possibilidade de se responder por tentativa de injúria é aceita pela doutrina e jurisprudência, nesse caso entendendo como plurissubsistente a infração penal. A possibilidade de se verificar a tentativa de injúria depende sempre do meio que foi utilizado para a execução do crime. Alguns exemplos de tentativa de injúria consistem na carta escrita que foi interceptada por terceiro ou através de gestos e símbolos que são evitados ou retirados por terceiro. 

### Elemento subjetivo
O elemento subjetivo deste tipo de crime é o dolo, direto ou eventual, e se refere a necessidade de o agente ter a intenção de atingir a honra subjetiva da vítima, ofendendo a dignidade ou o decoro. Assim, encontra-se presente no tipo penal da injúria o animus injuriandi, não bastando o simples proferimento de palavras ofensivas ou polémicas para caracterizar a conduta, devendo existir a vontade especial de ferir a honra subjetiva. Nesse sentido, palavras e ações que são cometidas com um animus jocandi, com intenção de brincar ou até mesmo de criticar, não configuram o crime de injúria, especialmente pelo fato de que não há modalidade culposa para esse delito. 

### Meios de execução e formas de expressão da injúria
São quase infinitos os meios pelo qual o delito de injúria pode ser cometido, englobando todos os meios de expressão do pensamento possíveis para os humanos, tais como a fala, os sons, a escrita, o desenho, a imagem, a pintura, a escultura, a caricatura, os gestos, os sinais e atos em geral, desde que não se enquadrem em outro tipo penal (exemplo beijo dado contra a vontade na vítima, mas que não possui um fim libidinoso por trás e sim o animus injuriandi) 
Igualmente diversa são as formas pela qual a injúria se constrói, podendo o delito ter as seguintes formas, segundo o professor Nélson Hungria:
A) Direta ou oblíqua
B) Explícita ou equívoca  
C) Interrogativa  
D) Suspeitosa  
E) Irônica  
F) Por exclusão  
G) Reticente ou elíptica 
H) Condicionada ou por hipótese 
I) Fingida 
J) Truncada 
K) Simbólica 

## Perdão judicial
Nos incisos I e II do § 1º do art. 140 do Código Penal, há dois casos de possibilidade de perdão judicial para o ato praticado: 
§ 1º - O juiz pode deixar de aplicar a pena: 
       I - Quando o ofendido, de forma reprovável, provocou diretamente a injúria; 
       II - No caso de retorsão imediata, que consista em outra injúria 
O perdão previsto no inciso I trata da possibilidade de a conduta da vítima ter sido a principal responsável pela injúria, através de uma provocação reprovável pela sociedade e que irritou profundamente o agente ativo do crime de injúria. 
Já o dispositivo previsto no inciso II trata da possibilidade de perdão nos casos que há um embate entre as partes, com as duas partes sendo tanto autor quanto vítima do crime de injúria, havendo apenas uma pequena diferença temporal entre as ações injuriosas que afetam os indivíduos. Exemplo: J e K estão discutindo, J chama, com intuito de injuriar K, de “imprestável”, K então devolve a ofensa chamando J de “analfabeto” também tendo o intuito de injuriar.  
É importante ressaltar que ambos os casos de perdão judicial não constituem direitos subjetivos do agente do crime de injúria, e sim uma faculdade que é atribuída ao julgador que deverá analisar o caso concreto e verificar se o perdão judicial é a melhor resposta ao delito cometido. 

## Modalidades qualificadas
O art. 140 do Código Penal prevê dois tipos de modalidade qualificada do crime de injúria, a injúria real e a preconceituosa. 

O primeiro tipo qualificado, previsto no § 2º, afirma que: 
  § 2º - Se a injúria consiste em violência ou vias de fato, que, por sua natureza ou pelo meio empregado, se considerem aviltantes: 
       Pena - detenção, de três meses a um ano, e multa, além da pena correspondente à violência 

Esse parágrafo trata do crime de injúria real, na qual há o emprego de violência, ou vias de fato, com o intuito de atentar contra a honra subjetiva da vítima, ofendendo a dignidade ou o decoro do sujeito passivo. 
Assim, pode se caracterizar injúria real tapas, socos, beliscões, chutes e demais ações físicas que foram empregadas com o principal intuito de ofender a honra subjetiva da vítima através da sensação de imponência frente ao ato violento. 
Entretanto, um ponto interessante da pena prevista para o crime de injúria real, é que o agente ativo não só responderá por esse crime, podendo pegar uma pena de detenção que vai de três meses a um ano, mais multa, como também responderá pelo crime correspondente a violência empregada para causar o crime, como lesão corporal leve, grave ou gravíssima. 
Já no parágrafo terceiro, temos a previsão legal da injúria preconceituosa: 
 § 3o Se a injúria consiste na utilização de elementos referentes a raça, cor, etnia, religião, origem ou a condição de pessoa idosa ou portadora de deficiência:        
       Pena - reclusão de um a três anos e multa 

Essa qualificadora foi inserida pela lei nº 10.741, de 2003 e trata sobre os casos nos quais é utilizado para ofender a honra subjetiva do indivíduo elementos ligados a raça, cor, religião, etnia, etc. 
Porém é importante ressaltar que a injúria preconceituosa não deve ser confundida com os crimes resultantes de preconceito de raça ou de cor que foram tipificados na lei nº 7.716/1989, que trata de comportamentos discriminatórios mais graves do que apenas a ofensa a honra subjetiva do indivíduo, que além de humilhar a vítima também podem ser ações que limitam o uso de serviços e estabelecimentos por conta da sua cor, por exemplo. Além disso, a impossibilidade de fiança nos crimes de racismo, previsto no art. 5º da Constituição Federal, apenas abrange os crimes previstos na Lei nº 7.716/1989, não sendo aplicada nos casos da injúria preconceituosa. 

## Disposições comuns aos crimes contra honra[3]

### Causas de aumento da pena
Algumas causas fazem com que a pena aplicada ao agente seja especialmente aumentada. De acordo com o art. 141 do atual Código Penal, as penas cominadas nos artigos que compõem o seu Capítulo V, dos Crimes Contra a Honra, aumentam-se de um terço, se qualquer dos crimes é cometido:      
A) Contra o Presidente da República, ou contra chefe de governo estrangeiro; 
B) Contra funcionário público, em razão de suas funções; 
C) Na presença de várias pessoas, ou por meio que facilite a divulgação da calúnia, da difamação ou da injúria. 
D) Contra pessoa maior de 60 (sessenta) anos ou portadora de deficiência, exceto no caso de injúria.      
Vale salientar que o parágrafo único do mesmo dispositivo legal disciplina que, em qualquer dos casos, se o crime for cometido mediante paga ou promessa de recompensa, a pena é aplicada em dobro.          
Assim, duas são as hipóteses: aumenta-se a pena em 1/3, nos casos elencados nos incisos, ou dobra-se ela, no caso do parágrafo único.  

### Exclusão do crime e da punibilidade
As hipóteses em que o Código Penal desconsidera a punibilidade da injúria e da difamação encontram-se no seu art. 142. São elas:  
A) a ofensa irrogada em juízo, na discussão da causa, pela parte ou por seu procurador;  
B) a opinião desfavorável da crítica literária, artística ou científica, salvo quando inequívoca a intenção de injuriar ou difamar;  
C) o conceito desfavorável emitido por funcionário público, em apreciação ou informação que preste no cumprimento de dever do ofício. 
Observe-se que o crime de calúnia não é incluído nas disposições do artigo. Ademais, muitas são as divergências doutrinárias acerca da natureza jurídica das hipóteses relacionadas neste dispositivo, ora referindo-se a elas como causas de exclusão de pena, causas de exclusão da tipicidade, ou como causas de exclusão da antijuridicidade.  

### Agente que dá publicidade à difamação ou à injúria, nos casos de incisos I e III do Art. 142 do Código Penal
O parágrafo único do art.142 disciplina ainda que, embora ocorra, via de regra, a exclusão do crime e, consequentemente, da punibilidade, nos casos dos seus incisos I (a ofensa irrogada em juízo, na discussão da causa, pela parte ou por seu procurador), e III (o conceito desfavorável emitido por funcionário público, em apreciação ou informação que preste no cumprimento de dever do ofício), ainda responderá pela injúria ou pela difamação, nos termos dos incisos supracitados, quem a elas der publicidade.  
Dessa maneira, as imunidades elencadas nos incisos I e III não se aplicam àquele que, tomando conhecimento da difamação e/ou da injúria, a elas dá publicidade.  

### Pedido de explicações
É algo que pode ocorrer antes do início de uma ação penal privada. Se, eventualmente, por causa de determinadas referências, alusões ou frases, alguém se julga ofendido, delas inferindo-se calúnia, difamação ou injúria, pode pedir explicações em juízo. Isto, pois, em algumas ocasiões, a falta de clareza de uma expressão ou a ambiguidade de termos pode induzir interpretações equivocadas acerca de um posicionamento ou postura.  
Nessa seara, o agente pode escolher explicar-se, ou não, em juízo. No primeiro caso, em que extingue as dúvidas em relação às referências, alusões ou frases, afasta-se o dolo. Já na segunda hipótese, em que não fornece explicações, ocorrerá ação penal somente se a vítima ingressar em juízo com a queixa.  
Há, ainda, terceira situação, em que, fornecendo explicações, estas são consideradas insatisfatórias pelo magistrado, devendo responder o agente pela ofensa.  
Em última análise, é importante destacar que essa é uma ação discricionária e que não tem grande impacto, já que o magistrado não possui a capacidade de forçar o responsável pela calúnia a se justificar.

## A ação penal
Em regra, nos crimes contra a honra, a ação penal se inicia mediante queixa, com ressalva para a exceção da injúria, quando esta consiste em violência ou vias de fato, que, por sua natureza ou pelo meio empregado, se considerem aviltantes, tendo como resultado da violência a lesão corporal.  
Se qualquer dos crimes contra a honra for praticado contra o Presidente da República, procede-se ação penal mediante requisição do Ministro da Justiça. Se praticado contra funcionário público, em razão de suas funções, a ação penal é pública, condicionada à representação do ofendido.  
Igualmente, se a injúria consiste na utilização de elementos referentes a raça, cor, etnia, religião, origem ou a condição de pessoa idosa ou portadora de deficiência, a ação penal também é pública, condicionada à representação. 